# أستربيليونات
الأستربيليونات (الاسم العلمي: Austrobaileyanae) هي طبقة نباتية تتبع طائفة ثنائيات الفلقة من صف كاسيات البذور.

## التصنيف
- فوق رتب الأستربيليونات
  - رتبة الأستربيليات
    - الفصيلة الأستربيلية
      - جنس الأستربيل

    - الفصيلة الشزندرية
      - جنس الإلسيوم
      - جنس الكدسورة
      - جنس الشزندرة

    - الفصيلة التريمينية
      - جنس التريمينة